# Exetastes tuberculus
Exetastes tuberculus là một loài tò vò trong họ Ichneumonidae.